# Clotilde Cerdà i Bosch
Clotilde Cerdà i Bosch (Barcelona, 1852- Santa Cruz de Tenerife, 1926) foi uma harpista, que atuou sob o nome artístico de Esmeralda Cervantes. Era filha do engenheiro Ildefonso Cerdá e da pintora Clotilde Bosch. A sua mãe enviou-a a Roma para estudar pintura com Mariano Fortuny, mas enveredou pela música e percorreu todo o mundo como instrumentista de harpa, com grande êxito. Debutou no Teatro Imperial de Viena em 1873 e foi muito elogiada tanto por Victor Hugo, que lhe chamou «Esmeralda (como a heroína da sua obra mais representada) Cervantes (em homenagem ao grande escritor espanhol)», como também por Richard Wagner.
Em 1875 viajou pela América e atuou em Buenos Aires, na corte do imperador do Brasil e na Cidade do México. Feminista e progressista, em 1881 chegou a formar parte da loja maçónica Lealdade de Barcelona, a qual Aurea Rosa Clavé de Ferrer, filha de Anselmo Clavé integrava desde 1879.
Quando em 1885 regressou a Barcelona, criou com a médica Dolors Aleu i Riera uma instituição educativa feminina de alto nível, a "Academia para la Ilustración de la Mujer" (em catalão: Acadèmia per a la Il·lustració de la Dona). Em 1887 viajou até Constantinopla, contratada como professora de harpa para o harém do sultão do Império Otomano. Finalmente, retirou-se para as Ilhas Canárias, falecendo em Tenerife em 1926.
Tem uma só obra publicada: La historia del arpa (1885).